# Mamaindé
Le mamaindé est une langue nambikwarane du Nord, parlée au Brésil, en Amazonie dans l'État du Mato Grosso par 200 Nambikwaras.

## Phonologie

### Voyelles
|         | Antérieure | Centrale | Postérieure |
| ------- | ---------- | -------- | ----------- |
| Fermée  | i [i]      |          | u [u]       |
| Moyenne | e [e]      |          | o [o]       |
| Ouverte |            | a [a]    |             |

Les voyelles peuvent avoir une articulation nasalisée, notée [ĩ], pharyngale, notée [ḭ] et une articulation double, nasale et pharyngale, notée [ḭ̃].

### Consonnes
|              |              | Bilabiales | Alvéolaires | Alvéolaires | Dorsales | Dorsales | Glottales |
| ------------ | ------------ | ---------- | ----------- | ----------- | -------- | -------- | --------- |
| Centrales    | Latérales    | Bilabiales | Palatales   | Vélaires    |          |          | Glottales |
| Occlusives   | Sourde       | p [p]      | t [t]       |             |          | k [k]    | ʔ [ʔ]     |
| Occlusives   | Aspirée      | ph [pʰ]    | th [tʰ]     |             |          | kh [kʰ]  |           |
| Fricative    | Fricative    |            | s [s]       |             |          |          | h [h]     |
| Liquide      | Liquide      |            |             | l [l]       |          |          |           |
| Nasale       | Nasale       | m [m]      | n [n]       |             |          |          |           |
| Semi-voyelle | Semi-voyelle | w [w]      |             |             | y [j]    |          |           |

- Allophones :

Les occlusives sourdes [p], [t], [k] peuvent être voisées à l'initiale du mot, dans un contexte non accentué. [p] et [t] ont, dans cette environnement les valeurs [ɓ] et [ɗ] mais cette prononciation n'est plus présente chez les plus jeunes des locuteurs. [t], en position intervocalique est [ɾ]. La nasale [n] a un ensemble complexe d'allophones : [ŋ], [gŋ], [bm], [dn] :
- leuntu un tapir, est réalisé : leubmdu
- litinkhatoʔ il saute, ensuite, est réalisé : lidigŋkʰəɾə